# Odden Færgehavn
Odden Færgehavn er en færgehavn på Sjællands Odde; fra Odden er der forbindelse til Ebeltoft og Aarhus med katamaranfærge.
Odden Færgehavn er ejet af A/S Storebælt.
55°58′30.9″N 11°17′59.44″Ø / 55.975250°N 11.2998444°Ø